# Канетмон
Канетмон (фр. Canettemont) насеље је и општина у североисточној Француској у региону Север-Па д Кале, у департману Па де Кале која припада префектури Арас.
По подацима из 2011. године у општини је живело 66 становника, а густина насељености је износила 36,87 становника/km². Општина се простире на површини од 1,79 km². Налази се на средњој надморској висини од 145 метара (максималној 149 m, а минималној 110 m).

## Демографија
| 1962. | 1968. | 1975. | 1982. | 1990. | 1999. | 2011. |
| ----- | ----- | ----- | ----- | ----- | ----- | ----- |
| 52    | 65    | 60    | 57    | 67    | 61    | 66    |

График промене броја становника у току последњих година